# Miconia osaensis
Miconia osaensis är en tvåhjärtbladig växtart som beskrevs av Kriebel, Aguilar och Frank Almeda. Miconia osaensis ingår i släktet Miconia och familjen Melastomataceae. Inga underarter finns listade i Catalogue of Life.